# Nieul-sur-Mer
Nieul-sur-Mer là một xã trong tỉnh Charente-Maritime trong vùng Nouvelle-Aquitaine tây nam nước Pháp. Xã này nằm ở khu vực có độ cao trung bình 5 mét trên mực nước biển.